# هارویک (کالیفرنیا)
هارویک (به انگلیسی: Hardwick) یک منطقهٔ مسکونی در ایالات متحده آمریکا است که در شهرستان کینگز، کالیفرنیا واقع شده‌است. هارویک ۰٫۳۵۹ کیلومتر مربع مساحت و ۱۳۸ نفر جمعیت دارد و ۷۶ متر بالاتر از سطح دریا واقع شده‌است.